# Adalgaire (évêque d'Autun)
Adalgaire ou Adalgarius (-893) est un membre de l'aristocratie franque au service des rois Carolingiens originaire de l'Aquitaine. Religieux, évêque d'Autun au IXe siècle il effectue plusieurs missions d'ambassadeur du roi auprès du pape Jean VIII. Outre ces fonctions religieuses il joue un rôle important dans les affaires de successions carolingiennes et occupe des postes de notaire puis de chancelier. 

## Biographie
Proche et fidèle de Charles le Chauve ce personnage d'une grande importance politique est lié à Hincmar, archevêque de Reims et à Geilon, abbé des moines de saint Philibert depuis 870 et de l'abbaye Saint-Philibert de Tournus depuis 875,.

### Fonctions religieuses
Abbé de Montiér-en-Der en Lotharingie depuis 860, Il est désigné évêque d'Autun par le Concile tenu à Chalon en 875 qui le nomme également abbé de Flavigny. Il obtient en 877 du pape Jean VIII , sur recommandations de Charles le Chauve, l'intégration des revenus de l'abbaye de Flavigny et de la seigneurie d'Alise dans ceux de l'évêque. Il est également nommé abbé de l'abbaye de Brioude en Auvergne par Frotaire, archevêque de Bordeaux.
Il met ses fonctions religieuses au service de la défense des donations de domaines  reçus par les évêchés et abbayes qu'il dirige mais aussi pour ses amis Hincmar archevêque de Reims, Geilon abbé de Saint-Philibert de Tournus et Frotaire; il obtient avec Frotaire l'excommunication de Bernard de Gothie par le pape Jean VIII au Concile de Troyes en 878 sous le prétexte d'usurpation de biens ecclésiastiques, ses honores sont alors redistribués. Il est un des dignitaires francs originaire d'Aquitaine placés par le roi puis empereur Charles le Chauve pour contrôler le sud de son territoire d'influence.

### Rôle politique et civil
Entre 867 et 875 il est notaire de la chancellerie de Charles le Chauve. À ce titre il souscrit seize diplômes royaux, il est même cité comme requérant.
Après sa nomination en 875 à l'évêché d'Autun, sa fonction épiscopale lui permet d'être envoyé comme ambassadeur par Charles le Chauve auprès du pape Jean VIII en 876 et 877 pour négocier en particulier ses fonctions impériales.
En octobre 879 il délègue Geilon, abbé de Saint-Philibert de Tournus au concile de Mantaille pour élire Boson roi de Bourgogne dont il devient chancelier.
Il est impliqué dans les affaires de successions carolingiennes : élection de Charles III le Gros, de Louis, fils de Boson et fils adoptif de Charles le Gros.
Le roi Eudes le nomme chancelier peu avant 893, fonction rapidement interrompue par son assassinat.

### Faussaire?
Plusieurs diplômes et courriers diplomatiques de cette époque sont considérés comme des faux. Certaines incohérences de date, de signatures, le fait que les donations évoquées ne sont pas reprises dans des actes qui leur sont postérieurs documentent ces soupçons. Sont concernés des diplômes de Charles le Chauve et deux bulles du pape Jean VIII ; Adalgaire en est soit le notaire soit le requérant. Ces falsifications sont dénoncées à l'époque moderne par des historiens comme Robert-Henri Bautier ou même à son époque par Hincmar de Reims concernant un acte de Charles le Chauve pour l'abbaye Saint-Denis.   

Il meurt à l'abbaye Saint-Philibert de Tournus en allant à Rome en 893. On soupçonne un moine de Flavigny, Gerfredus, de l'avoir empoisonné. Sa tombe était encore visible dans la crypte de l'abbaye au XVIIIe siècle,.